# 包头市第九中学
包头市第九中学是位于内蒙古自治区包头市昆都侖區的一所重点中学，内蒙古自治区示范中学。

## 简介
学校地處内蒙古自治区包头市乌兰道17号，占地6.58万平方米，之前学校完全按照前苏联基辅中学建造，在1996年地震中被毁后新建三栋新教学楼， 有三棟主教學樓，在內蒙古的學校中高考成績位居前列，多位高考狀元出自該校。校訓為崇德博學。
- 市属重点中学
- 内蒙古自治区示范性普通高中

## 知名校友
- 顾秉林，清华大学前任校长[1]
- 武春河，前《经济日报》社长
- 林东鲁，前包头钢铁公司董事长